# Cantonul Confolens-Nord
Cantonul Confolens-Nord este un canton din arondismentul Confolens, departamentul Charente, regiunea Poitou-Charentes, Franța.

## Comune
- Ambernac
- Ansac-sur-Vienne
- Confolens (parțial, reședință)
- Épenède
- Hiesse
- Lessac
- Manot
- Pleuville